# Patrick Lefevere

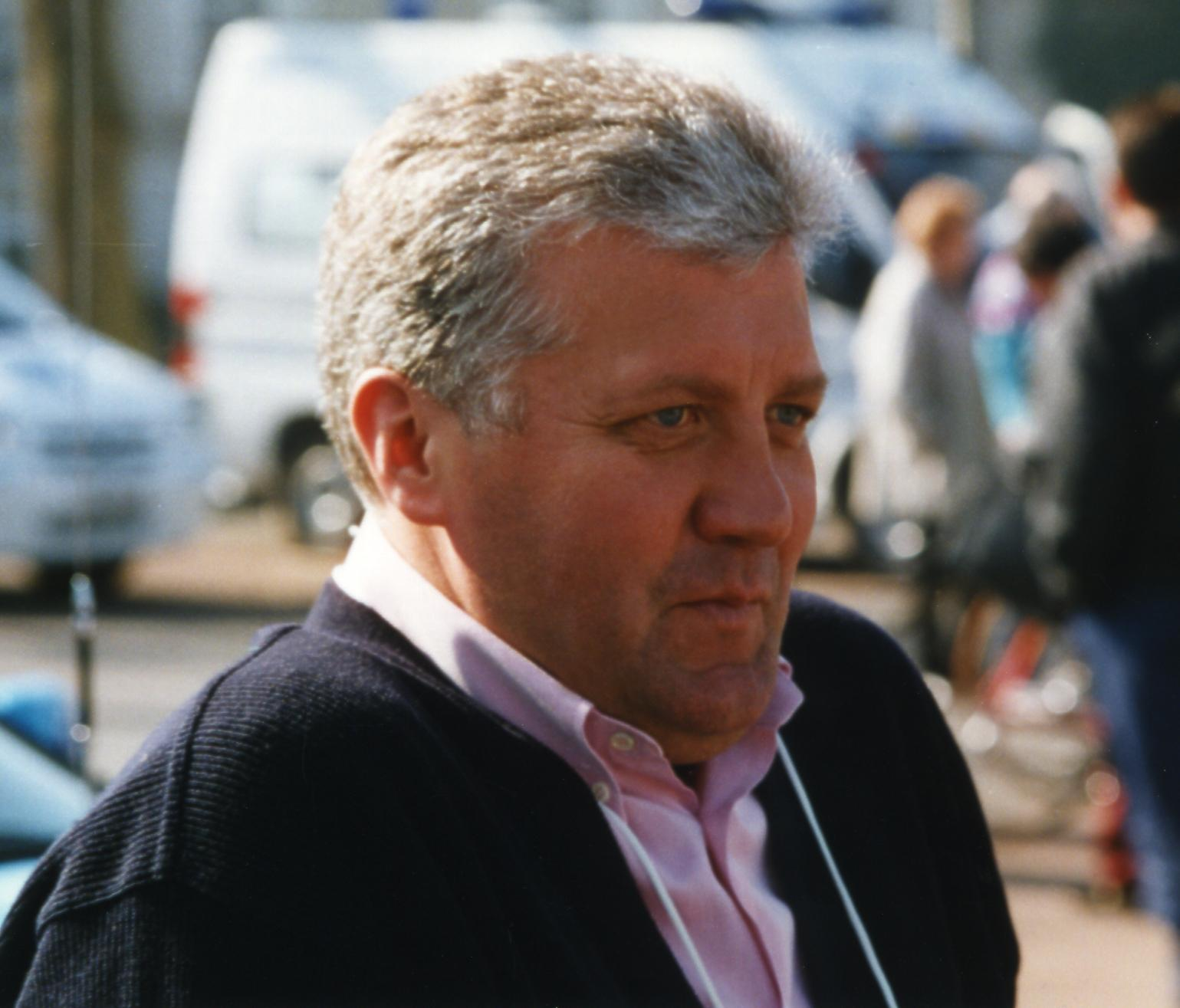
Patrick Lefevere

Patrick Lefevere (* Moorslede, 6 de janeiro de 1955). Foi um ciclista belga, profissional entre 1976 e 1979, cujos maiores sucessos desportivos conseguiu-os na Volta a Espanha, onde conseguiria uma vitória de etapa na edição de 1978.
Depois da sua retirada como ciclista profissional passou a desempenhar o cargo de director desportivo em várias equipas, como o Mapei ou a Quick Step (onde continua na actualidade). Foi inclusive presidente da Associação Internacional de Grupos Ciclistas Profissionais.

## Acusações e vitória legal
Em janeiro de 2007 o diário belga Het Laatste Nieuws publicou uma série de reportagens nos que acusava a Lefevere de ter incitado aos seus corredores a doparse com substâncias como EPO e cocaína, bem como de ter recorrido à dopagem durante a sua época como ciclista. O diário assegurava que Lefevere tinha chegado a ter adição às anfetaminas, circunstância que teria sido o motivo real da sua retirada como ciclista. O meio baseou as suas acusações em oito depoimentos: seis pessoas anónimas do mundo ciclista, um médico italiano que trabalhou na Mapei e o ex ciclista da década de 1970 Luc Cappelle.
Lefevere admitiu ter recorrido à dopagem quando era corredor, mas negou que durante a sua época como director tivesse incitado aos seus corredores a recorrer à dopagem ou que tivesse traficado com substâncias dopantes. Por este motivo interpôs uma demanda contra os autores de ditas informações.
A 30 de outubro de 2009 o Tribunal Correccional da Bélgica condenou aos três jornalistas autores das reportagens a pagar uma indemnização a mais de 500.000 euros a Lefevere.

## Palmarés
1976
- 1 etapa na Volta a Levante

1978
- 1 etapa na Volta a Espanha
- Kuurne-Bruxelas-Kuurne